# Уол Стрийт
„Уол Стрийт“ (на английски: Wall Street), срещано и като Уолстрийт, е малка, къса улица в долната част на о. Манхатън, Ню Йорк, САЩ, разположена източно от авеню „Бродуей“ и достигаща до пролива Ийст Ривър.
На „Уол Стрийт“ се намира Нюйоркската фондова борса - най-голямата фондова борса в света. С времето „Уол Стрийт“ става нарицателно за финансовите пазари на града и дори икономиката на САЩ поради това, че там са базирани основните икономически институции на страната.

## История
През 17 век „Уол Стрийт“ формира северната граница на заселниците в Ню Амстердам (селище в Южен Манхатън, впоследствие превърнало се в град Ню Йорк), които през 1653 г. построяват огромна стена за предпазване от нападенията на местните индиански племена.
Предпазната стена е построена по идея на Питър Стойвесант, директор на Нидерландската западноиндийска компания. Тя е изградена от африкански роби и е висока 4 метра. Оттук идва и името на самата улица Уол Стрийт („Улица на стената“).
На 17 май 1792 г. е създадена Нюйоркската фондова борса, чието седалище е на „Уол Стрийт“. През 1789 г. (годината на избухването на т.нар. Велика френска революция) на „Уол Стрийт“ Джордж Вашингтон встъпва в длъжност като първия президент на САЩ. На улицата е посветен филмът Side Street от 1950 г.

## Сгради
- 1 Уол Стрийт
- 40 Уол Стрийт
- Нюйоркска фондова борса